# سابينا أوت
سابينا أوت (بالإنجليزية: Sabina Ott)‏ هي رسامة أمريكية، ولدت في 1955 في نيويورك في الولايات المتحدة، وتوفيت في 26 يونيو 2018 في شيكاغو في الولايات المتحدة.

## وصلات خارجية
- الموقع الرسمي